# Animus in consulendo liber

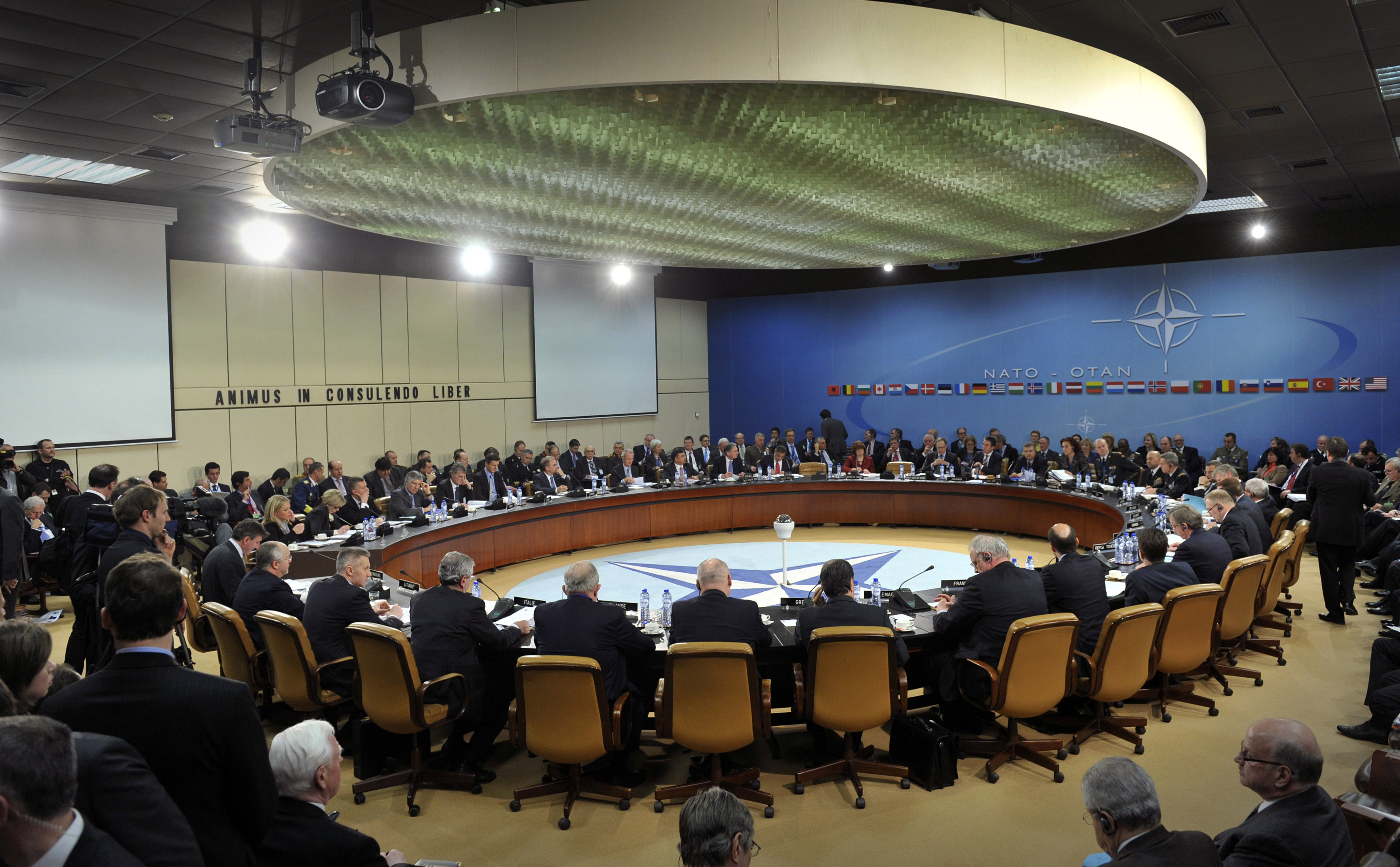
Valspråket på väggen i NATO:s högkvarter i Bryssel, 2013

Animus in consulendo liber är NATO:s valspråk. Frasen kommer från Den Catilinska sammansvärjningen (§52) av den romerska historikern Sallustius som översattes till svenska av Bertil Cavallin med "i rådslag ett opåverkat sinne".
Valspråket valdes av ålderspresidenten i Nordatlantiska rådet, André de Staercke, med syftet att spegla den samarbetsanda som förespråkades av dåvarande generalsekreteraren Paul-Henri Spaak. De Staercke lånade citatet från en inskription han sett vid en resa till Italien, närmare bestämt från rådssalen i Palazzo Comunale i San Gimignano, där "animus in consulendo liber" huggits in ovanför rådets bänkar. Valspråket finns på väggen ovanför ordförandens plats i rådssalen i Nato:s högkvarter i Bryssel.
Valspråkets originalkontext hos Sallustius utgår från ett citat ur ett tal till den romerska senaten av Cato den yngre: "Nej, det var andra egenskaper som utgjorde våra förfäders storhet, egenskaper som vi saknar: hemma idoghet, utomlands ett rättvist välde, i rådslag ett opåverkat sinne, bundet varken av skuldkänslor eller lidelser". /.../